# Ave (underregion)
Ave är en statistisk underregion (NUTS 3) i norra Portugal.                                                                                                                                                            
Ytan uppgår till 1453 km² och befolkningen till 425 411 invånare (2011).
Underregionen Ave omfattar delar av distrikten Braga och Vila Real och sammanfaller geografiskt med Comunidade Intermunicipal do Ave ("Aves kommunalförbund"; ”CIM do Ave”).

## Kommuner
Underregionen Ave omfattar 8 kommuner (concelhos) och 236 kommundelar (freguesias). 
- Cabeceiras de Basto
- Fafe
- Guimarães
- Mondim de Basto
- Póvoa de Lanhoso
- Vieira do Minho
- Vila Nova de Famalicão
- Vizela

## Största städer
- Guimarães